# Сельское поселение Коммунарский
Сельское поселение Коммунарский — муниципальное образование в Красноярском районе Самарской области.
Административный центр — посёлок Коммунарский.

## География
Расположен на  севере  Красноярского района, в среднем течении реки Кондурчи. На северо-востоке граничит с Елховским районом, с востока и юго-востока — с сельским поселением Большая Каменка, с юга —  с сельским поселением  Светлое Поле, с запада — с сельским поселением Новый Буян. Протяжённость с севера на юг 18 км, с востока на запад – 23 км. Площадь территории составляет 24928 га. 

## Административное устройство
В состав сельского поселения Коммунарский входят:
- село Калиновка,
- посёлок Елшанка,
- посёлок Заря,
- посёлок Коммунарский,
- посёлок Линевый,
- посёлок Светлый Луч,
- посёлок Украинка,
- посёлок Яблоневый,
- посёлок Яровой.